# Edward Latimer Beach, Jr.
Pour les articles homonymes, voir Beach.
Edward Latimer Beach, Jr. (20 avril 1918, New York – 1er décembre 2002) était un capitaine de l'United States Navy en service de 1939 à 1966. Il est l'un des officiers de sous-marin les plus décorés de la Navy et également un romancier et historien.
Durant la Seconde Guerre mondiale, il a participé à la bataille de Midway ainsi qu'à douze patrouilles de combat, récoltant au total dix décorations dont la Navy Cross, la seconde plus haute médaille décernée par la Navy. Après la guerre, il servit comme aide du chef d'état-major des armées Omar Bradley pour les questions navales. Il est notamment célèbre pour avoir commandé l'USS Triton (SSRN-586) lors de l'opération Sandblast.
Beach rédigea également un best-seller intitulé L'Odyssée du sous-marin Nerka qui fut adapté en film en 1958.
Beach est né de l'union du capitaine Edward Latimer Beach, Sr. (en) et d'Alice Fouché Beach. Il passa son enfance à Palo Alto, en Californie.